# Afanasev Makarov AM-23
Designato TBK-495, era un cannone migliorato rispetto ai precedenti, con una cadenza di tiro aumentata a 1250 colpi/min. Usata per 30 anni su numerosi aerei, tra cui probabilmente le versioni migliorate dei Tu-16 e i  Tu-22/Tu-22M. Progettato da Aphanasiev e Makarov.